# Umma gumma
Umma gumma — вид бабок з родини Calopterygidae, ареал проживання — Габон, Камерун, Демократична Республіка Конго, Республіка Конго, відкритий 2015 року. Учені з  Міжнародного інституту дослідження видів (International Institute for Species Exploration) визнали відкриття цієї бабки одним із  десяти найцікавіших і незвичайних живих істот, описаних 2015 року.
Бабка середнього розміру, зеленувато-синя, з металічним відблиском, ноги темно-коричневі аж до чорного, довжина тулуба близько 5 см, крила — 3 см. Названа на честь пісні «Ummagumma» гурту «Pink Floyd», відкрита в габонській провінції Верхнє Огове.